# Europees kampioenschap voetbal 2028
Het Europees kampioenschap voetbal mannen 2028 of UEFA Euro 2028 wordt de 18e editie van het vierjaarlijkse voetbaltoernooi. Het zal tussen 9 juni en 9 juli 2028 worden gehouden. Op 10 oktober 2023 wees de UEFA het Verenigd Koninkrijk (bestaande uit Engeland, Schotland en Wales) en Ierland aan als gastlanden voor het eindtoernooi. Oorspronkelijk was Noord-Ierland ook een van de gastlanden, maar zij trokken zich eind 2024 terug.
Engeland organiseerde eerder in 1996 al het eindtoernooi en bij de editie van 2020 werden enkele wedstrijden in het Wembley Stadium in Londen gespeeld, evenals in Schotland op het Hampden Park in Glasgow. Voor Wales en Ierland is het de eerste keer dat zij een eindtoernooi organiseren.

## Keuze gastlanden
Op 28 juli 2023 werd gemeld dat er geen concurrentie was voor het gezamenlijke bod van Engeland, Schotland, Wales, Noord-Ierland en Ierland, omdat Turkije zich met Italië samen kandidaat zou willen stellen voor de organisatie van het toernooi in 2032. Op 4 oktober 2023 werd bekend dat Turkije het bod voor 2028 definitief had teruggetrokken.

## Kwalificatie
De UEFA staat volgens de eigen reglementen maximaal twee gastlanden toe die automatisch verzekerd zijn van deelname. Later kondigde de UEFA aan dat alle vier de gastlanden (Engeland, Ierland, Schotland en Wales) gewoon mee zullen doen aan de kwalificatiewedstrijden, waarbij twee plaatsen gereserveerd zullen zijn voor de gastlanden als zij zich niet via de reguliere groepsfase weten te kwalificeren. Mochten er meer dan twee gastlanden zijn die zich niet weten te kwalificeren, dan worden de plaatsen verdeeld op basis van de eindrangschikking.
De gewijzigde opzet van het kwalificatietoernooi werd op 25 januari 2023 bevestigd door het Uitvoerend Comité van de UEFA tijdens een bijeenkomst in Nyon, Zwitserland op het UEFA-hoofdkantoor. Ten opzichte van het vorige kwalificatietoernooi werd een aantal dingen veranderd. De groepsfase van het kwalificatietoernooi bestaat uit twaalf groepen van vier of vijf landen. De winnaar van elke groep plaatst zich rechtstreeks voor het eindtoernooi, de beste nummers twee plaatsen zich ook direct of nemen deel aan de play-offs om kwalificatie.

## Speelsteden
| Londen                  | Londen                                                                    | Cardiff                                                                   | Manchester                             |
| ----------------------- | ------------------------------------------------------------------------- | ------------------------------------------------------------------------- | -------------------------------------- |
| Wembley Stadium         | Tottenham Hotspur Stadium                                                 | Millennium Stadium                                                        | City of Manchester Stadium (renovatie) |
| Capaciteit: 90.652      | Capaciteit: 62.322                                                        | Capaciteit: 73.952                                                        | Capaciteit: 61.000                     |
|                         |                                                                           |                                                                           |                                        |
| Liverpool               | · Londen Cardiff Manchester Liverpool Newcastle Birmingham Glasgow Dublin | · Londen Cardiff Manchester Liverpool Newcastle Birmingham Glasgow Dublin | Newcastle upon Tyne                    |
| Everton Stadium (nieuw) | · Londen Cardiff Manchester Liverpool Newcastle Birmingham Glasgow Dublin | · Londen Cardiff Manchester Liverpool Newcastle Birmingham Glasgow Dublin | St. James' Park                        |
| Capaciteit: 52.679      | · Londen Cardiff Manchester Liverpool Newcastle Birmingham Glasgow Dublin | · Londen Cardiff Manchester Liverpool Newcastle Birmingham Glasgow Dublin | Capaciteit: 52.305                     |
|                         | · Londen Cardiff Manchester Liverpool Newcastle Birmingham Glasgow Dublin | · Londen Cardiff Manchester Liverpool Newcastle Birmingham Glasgow Dublin |                                        |
| Birmingham              | Glasgow                                                                   | Dublin                                                                    |                                        |
| Villa Park (renovatie)  | Hampden Park                                                              | Avivastadion                                                              |                                        |
| Capaciteit: 52.190      | Capaciteit: 52.032                                                        | Capaciteit: 51.711                                                        |                                        |
|                         |                                                                           |                                                                           |                                        |